# Piotr Sosnowski
Piotr Sosnowski (geboren 10. Januar 1899 in Bielczyny, Westpreußen, Deutsches Reich; gestorben 27. Oktober 1939 in Rudzki Most) war ein polnischer katholischer Priester.

## Leben
Piotr Sosnowski besuchte das Priesterseminar in Pelplin bei Dirschau, wurde dort 1923 Kaplan, 1934 Propst im kaschubischen Dorf Groß Bislaw und später Dekan in Tuchola.
Am 1. September 1939 begann die deutsche Wehrmacht den Zweiten Weltkrieg mit dem Überfall auf Polen. Im Rahmen der "Intelligenzaktion" begannen Einheiten der SS und des ›Volksdeutschen Selbstschutzes‹ mit Verhaftungen und Erschießungen unter anderem von Angehörigen der polnischen Oberschicht und der Kirche – insbesondere im Polnischen Korridor (zeitgenössisch auch Danziger Korridor oder Weichselkorridor), also dem nördlichen Teil Polens, der vor 1920 zu Deutschland gehörte. Als Vorwand dienten polnische Übergriffe auf einheimische Deutsche, die man rächen wolle.
Am 21. Oktober 1939 kam der Landwirt Hugo Fritz, von den neuen Machthabern als ›volksdeutscher Amtskommissar‹ in Petzin eingesetzt, beim Brand seiner Scheune ums Leben. Die örtliche
Polizei beschuldigte Polen der Brandstiftung. Heinrich Mocek, Inspektor des Selbstschutzes in Konitz, ließ daraufhin willkürlich Einwohner in der Umgebung verhaften und kündigte an, dass alle drei Tage 40 Geiseln getötet werden, falls die Täter nicht zu finden seien.
Am 24. Oktober begannen die Erschießungen bei Rudabrück in der Tucheler Heide. Bei der zweiten Tötungsaktion drei Tage später starb auch Sosnowski. Bis zum 20. November wurden im Rahmen dieser ›Vergeltungsmaßnahme‹ 335 Polen ermordet. Der verantwortliche Mocek wurde 1965 vom Landgericht Mannheim zu einer lebenslangen Haftstrafe verurteilt.
Am 17. September 2003 leitete die Römisch-katholische Kirche in Polen ein Verfahren zur Seligsprechung von 122 »Märtyrern aus der Zeit des Zweiten Weltkrieges« ein, unter ihnen Sosnowski.
Insgesamt fielen zwischen September 1939 und Mai 1940 mehrere Zehntausend polnische Zivilpersonen deutschen Mord- und Abschreckungsaktionen im eroberten Polen zum Opfer. Neben Orten wie Rudabrück waren es allein in Piasnitz bei Wejherowo bis zu 13.000, im Wald von Spengawsken nahe Preußisch-Stargard bis zu 7.000 sowie im Umland von Bromberg etwa 5.000 Menschen. Nach dem 22. Juni 1941 führten deutsche Einheiten ähnliche Intelligenzaktionen im sowjetisch besetzten Ostpolen fort, zum Beispiel in Lemberg.